# Penicillidia sulawesii
Penicillidia sulawesii är en tvåvingeart som beskrevs av Maa 1975. Penicillidia sulawesii ingår i släktet Penicillidia och familjen lusflugor. Inga underarter finns listade i Catalogue of Life.